# 布尔讷佐
布尔讷佐（法語：Bournezeau，法語發音：[buʁnəzo]）是法国卢瓦尔河地区大区旺代省的一个市镇，位于该省中部偏东南，属于永河畔拉罗什区。

## 地理
布尔讷佐（46°38'8"N, 1°10'19"W）面积60.49 平方千米，位于法国卢瓦尔河地区大区旺代省，该省份为法国西部沿海省份，北起大西洋卢瓦尔省和曼恩-卢瓦尔省，西临大西洋，南至滨海夏朗德省，东部及东南部与德塞夫勒省接壤。
与布尔讷佐接壤的市镇（或旧市镇、城区）包括：尚托奈、富日雷、莱皮诺、拉雷奥尔特、圣伊莱尔勒武伊、圣佩克西娜、托里尼。
布尔讷佐的时区为UTC+01:00、UTC+02:00（夏令时）。

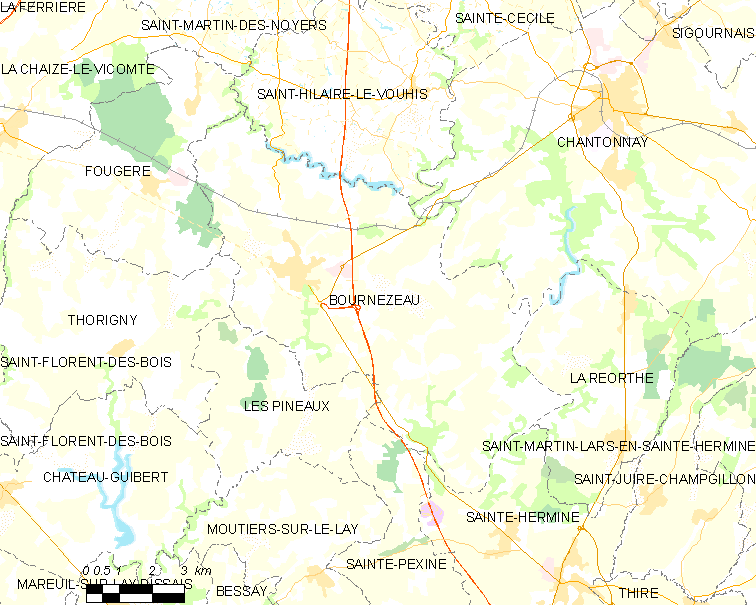
布尔讷佐的OSM定位图

## 行政
布尔讷佐的邮政编码为85480，INSEE市镇编码为85034。

## 政治
布尔讷佐所属的省级选区为尚托奈县。

## 交通
法国国家A83号高速公路经过境内并设有6号出入口。
旺代省省道D7线、D36线、D48线、D52线、D52E线、D106线、D948线、D948B线和D948B1线在境内交汇。
布尔讷佐站停靠拉罗什—图尔一线的列车。

## 人口

1962-2008年间布尔讷佐人口变化图示

布尔讷佐于2022年1月1日时的人口数量为3471人。